# Ретранслятор

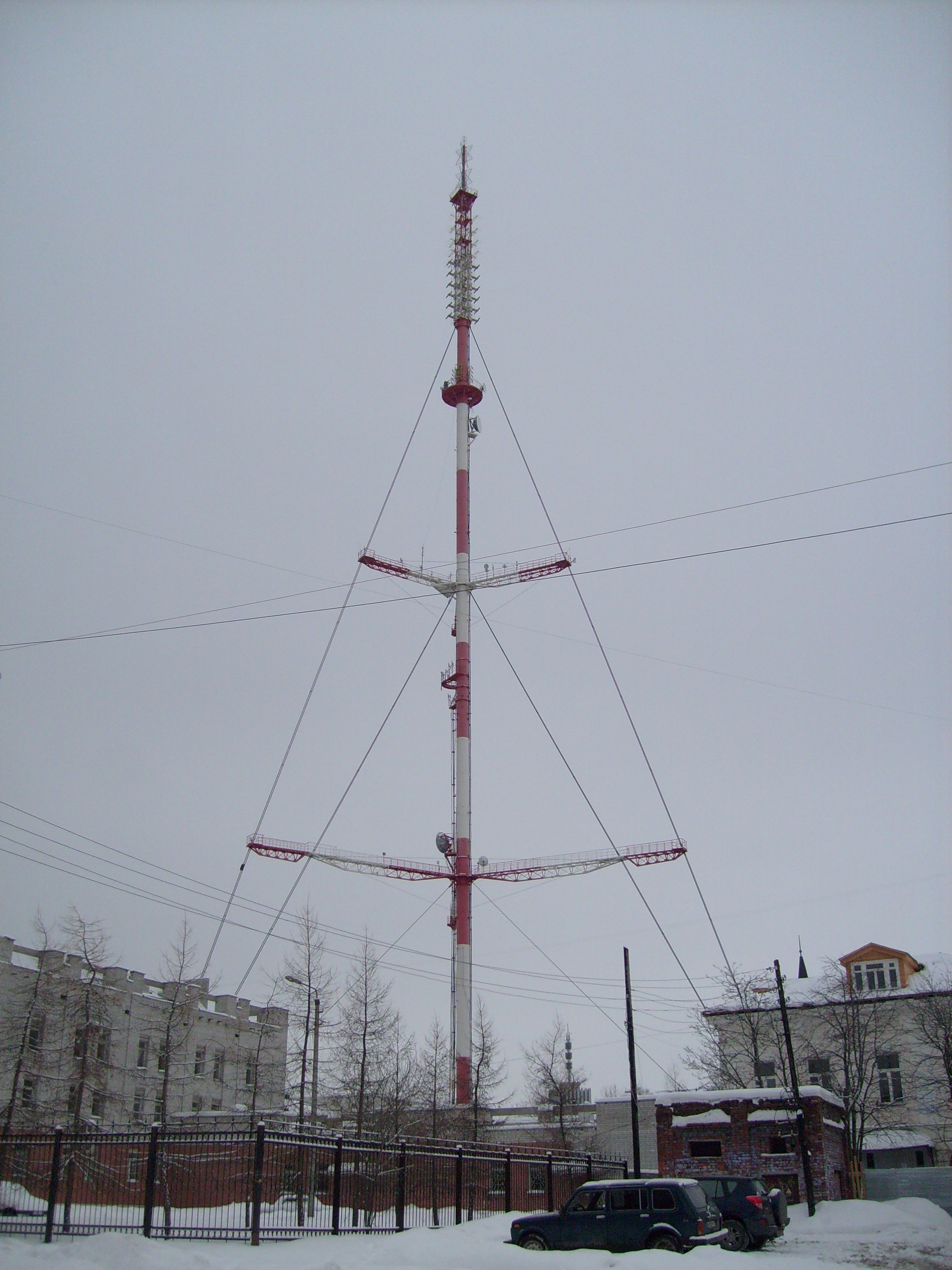
Телевежа в Архангельську біля будівлі ГТРК «Поморье»

Ретрансля́тор — обладнання зв'язку, яке з'єднує два або більше радіопередавачів, віддалених один від одного на великі відстані. У разі використання космічних засобів зв'язку, говорять про супутники зв'язку або про супутники-ретранслятори.
Ретранслятори, що дублюють сигнал з істотною затримкою за часом або повторюють його кілька разів, називають «папугами».
Слово «ретранслятор» також застосовується в переносному сенсі, наприклад про людину, що поширює іншим сприйняту ним думку (див. Маніпулювання свідомістю тощо).

## Класифікація за типом устаткування
Ретранслятори бувають активні і пасивні

### Активні ретранслятори
Ретранслятор активний — приймально-передавальний радіотехнічний пристрій, що розташовується на проміжних пунктах ліній радіозв'язку, підсилює сигнали і передає їх далі.
Як проміжний пункт може використовуватися як нерухомий об'єкт (башта радіорелейної лінії, будинок), так і рухливий об'єкт (наприклад, супутник зв'язку)
Активний ретранслятор має антену (або кілька антен), радіоприймач, радіопередавач, джерело електричного живлення, засоби дистанційного керування та контролю обладнання, засоби автоматизації.
Сучасна апаратура ретранслятора зазвичай виконана на напівпровідникових приладах, однак потужні каскади передавачів частіше конструюються із застосуванням ламп (біжучої хвилі, магнетронів, клістронів тощо)
На відміну від пасивних ретрансляторів, активні мають обмеження на кількість ліній зв'язку і пропускну здатність, що визначаються його обладнанням.
Щоб уникнути взаємних перешкод на приймальних і передавальних кінцях апаратури, застосовується поділ сигналів:
- Просторовий
- Частотний
- Часовий
- Кодовий

Для підвищення надійності ретранслятора в нього зазвичай вбудовується система контролю, що не допускає перевантаження передавача вихідним сигналом, і резервний комплект обладнання, що включається автоматично або дистанційно.
У провідних системах зв'язку аналогічні пристрої (відмінність тільки в середовищі поширення сигнал а) зазвичай називаються повторювачами, репітерами (у цифрових системах) і лінійними підсилювачами (у аналогових). У змішаних і комбінованих мережах ці терміни (ретранслятор, репітер, повторювач, лінійний підсилювач) можуть застосовуватися як узагальнюючі синоніми у відповідному контексті.

### Пасивні ретранслятори
Ретранслятор пасивний — пристрій певної форми, механічна конструкція, електропровідне середовище або небесне тіло заздалегідь відомої або спеціально створеної форми, здатне розсіювати або направлено відображати електромагнітне випромінення робочого діапазону частот лінії зв'язку і використовується як проміжний пункт цієї лінії.
На відміну від активних пристроїв, пасивні відбивачі успішно обслуговують мережі зв'язку з практично необмеженого числа ліній з різними частотами радіосигналів, оскільки взаємні перешкоди на відбивачі з лінійними характеристиками відсутні.
При роботі через пасивний ретранслятор, необхідний рівень переприймального сигналу забезпечують:
- Збільшенням потужності радіопередавача
- Збільшенням розмірів і ефективності антен передавальної та приймальної станцій
- Звуженням використовуваної смуги частот
- Зниженням швидкості передачі інформації.

На лініях радіорелейного зв'язку як такі ретранслятори використовуються плоскі і кутні відбивачі, антенні системи (дзеркальні антенні комплекси).
У космічному зв'язку застосовуються пасивні супутники зв'язку. Такий, зокрема, американський «Ехо-2», що являє собою надувну кулю діаметром 40 м з полімерної плівки, яка покрита алюмінієм.
Досліджується можливість застосування штучних хмар з парів металу, що іонізуються сонячним випроміненням або радіовипроміненням із Землі.
Також неодноразово проводилися експерименти по використанню поверхні Місяця.
У відношенні пасивних ретрансляторів застосовується також термін «дзеркало», незалежно від їх практичної конструкції.

#### Пояс голок
Пояс голок — штучне космічне утворення навколо земної орбіти з великої кількості коротких шматків тонкого металевого дроту, викинутих з контейнера штучного супутника Землі;
Основне застосування — може служити пасивним ретранслятором з ненаправленим розсіюванням. Два пояси голок на висоті близько 4000 км — в екваторіальній і полярній площинах забезпечують зв'язок між будь-якими наземними пунктами.
Слугує такий ретранслятор кілька років, надзвичайно надійний і дешевий, проте:
- Має малу граничну швидкість передавання повідомлення (через дуже велику протяжність у просторі).
- Небезпечний для інших космічних об'єктів.
- Для ефективного використання потрібні значні потужності наземних передавачів.

## Класифікація за взаєморозташуванням
Ретранслятори так само, як і радіорелейні системи передачі, бувають прямими і прихованими. Прямі ретранслятори працюють по прямій видимості. Приховані працюють за принципом тропосферного зв'язку.
У сучасних видах зв'язку використовуються тільки ретранслятори, які працюють за прямим принципом, так як спектр частот, що використовуються нині в радіорелейних лініях, на порядки вище діапазону, в якому діє тропосферний зв'язок.

## Особливості цифрової техніки
Ретрансляція в цифрових радіорелейних лініях може супроводжуватися повним відновленням цифрового сигналу з подальшим посиленням і кодуванням (так звані smart-ретранслятори). У цьому випадку можлива необмежена довжина лінії передачі.